# Liste du patrimoine culturel immatériel de l'humanité au Turkménistan
Cet article recense les pratiques inscrites au patrimoine culturel immatériel au Turkménistan.

## Statistiques
Le Turkménistan ratifie la convention pour la sauvegarde du patrimoine culturel immatériel le 25 novembre 2011. La première pratique protégée est inscrite en 2015.
En 2023, le Turkménistan compte 9 éléments inscrits au patrimoine culturel immatériel, tous sur la liste représentative.

## Listes

### Liste représentative
Les éléments suivants sont inscrits sur la liste représentative du patrimoine culturel immatériel de l'humanité :
| Élément | Type | Subdivision | Année | Lien  | Notes | Illus. |
| --- | --- | ----------- | ----- | ----- | --- | ------ |
| Le chant épique Görogly | arts du spectacle |             | 2015  | 01028 | |        |
| Nawrouz, Novruz, Nowrouz, Nowrouz, Nawrouz, Nauryz, Nooruz, Nowruz, Navruz, Nevruz, Nowruz, Navruz                                      | pratiques sociales, rituels et événements festifs                                                                                                 |             | 2016  | 02097 | Partagé avec l'Afghanistan, l'Azerbaïdjan, l'Inde, l'Irak, l'Iran, le Kazakhstan, le Kirghizistan, l'Ouzbékistan, le Pakistan, le Tadjikistan et la Turquie Étendu en 2024 à la Mongolie |        |
| Le rite chanté et dansé de Kushtdepdi                                                                                                   | arts du spectacle |             | 2017  | 01259 | |        |
| L'art traditionnel de la fabrication des tapis au Turkménistan                                                                          | savoir-faire liés à l'artisanat traditionnel |             | 2019  | 01486 | |        |
| La fabrication artisanale du dutar et l’art de pratiquer la musique traditionnelle associée au chant                                    | arts du spectacle pratiques sociales, rituels et événements festifs savoir-faire liés à l’artisanat traditionnel traditions et expressions orales |             | 2021  | 01565 | |        |
| L'art des travaux d'aiguille de style turkmène                                                                                          | savoir-faire liés à l’artisanat traditionnel |             | 2022  | 01876 | Partagé avec l'Iran |        |
| La sériciculture et la production traditionnelle de soie pour tissage                                                                   | connaissances et pratiques concernant la nature et l'univers savoir-faire liés à l’artisanat traditionnel                                         |             | 2022  | 01890 | Partagé avec l'Afghanistan, l'Azerbaïdjan, l'Iran, l'Ouzbékistan, le Tadjikistan et la Turquie                                                                                           |        |
| La tradition du récit des anecdotes de Nasreddin Hodja / Molla Nesreddin / Molla Ependi / Apendi / Afendi Kozhanasyr / Nasriddin Afandi | traditions et expressions orales pratiques sociales, rituels et événements festifs                                                                |             | 2022  | 01705 | Partagé avec l'Azerbaïdjan, le Kazakhstan, le Kirghizistan, l'Ouzbékistan, le Tadjikistan et la Turquie                                                                                  |        |
| L'art de l'élevage du cheval Akhal-Teke et les traditions des ornements pour chevaux                                                    | connaissances et pratiques concernant la nature et l'univers                                                                                      |             | 2023  | 01978 | |        |

### Patrimoine immatériel nécessitant une sauvegarde urgente
Le Turkménistan ne compte aucun élément listé sur la liste du patrimoine immatériel nécessitant une sauvegarde urgente.

### Registre des meilleures pratiques de sauvegarde
Le Turkménistan ne compte aucune pratique listée au registre des meilleures pratiques de sauvegarde.